# Joaquim Abarca
D. Joaquim Abarca (Huesca,  22 de maio de 1778 — Lanzo Torinese, 21 de Junho de 1844), el Bispo de León, foi o principal apoiante e conselheiro de D. Carlos de Bourbon, Conde de Molina, pretendente ao trono de Espanha, contra Isabel II, durante a Primeira Guerra Carlista.
Desterrado em 1839, faleceu no convento de Lanzo, perto de Turim.
Estudou filosofia, tendo feito o doutoramento em Direito Civil e em Direito canónico na Universidade de Huesca. Depois de concluir os seus estudos mudou-se para Madrid onde estudou jurisprudência e fazer a graduação em leis.
Veio a exercer advocacia em Huesca. Foi também Procurador Geral da Corte Eclesiástica.
Corria o ano de 1808 foi feito prisioneiro em Saragoça pelos franceses devido às duas ideias antiliberais e ultramontanas.  
Já liberto, quando em 1822 o governo desterrou o bispo de Tarazona foi eleito bispo desta diocese. 
No entanto devido às suas opiniões teve pouco tempo a exercer o cargo e teve de fugir para França onde ficou a viver até à queda do sistema constitucional.
A sua amizade com Francisco Tadeo Calomarde terá contribuído em 27 de Setembro de 1824 para que Fernando VII de Espanha o nomeasse bispo de Leão e Conselheiro de Estado.
Simpatizante à causa carlista, juntou-se à comitiva de Dom Carlos, após a morte de Fernando VII de Espanha, mas devido aos acontecimentos políticos que lhes foram adversos, em 1833, acompanhando-o no exílio em Portugal e posterior viagem a Inglaterra após a capitulação do rei D. Miguel I.
Mais tarde vai para Itália onde acaba por morrer.